# Конде-Нортан
Конде́-Норта́н (фр. Condé-Northen) — коммуна во французском департаменте Мозель региона Лотарингия. Относится к кантону Буле-Мозель.

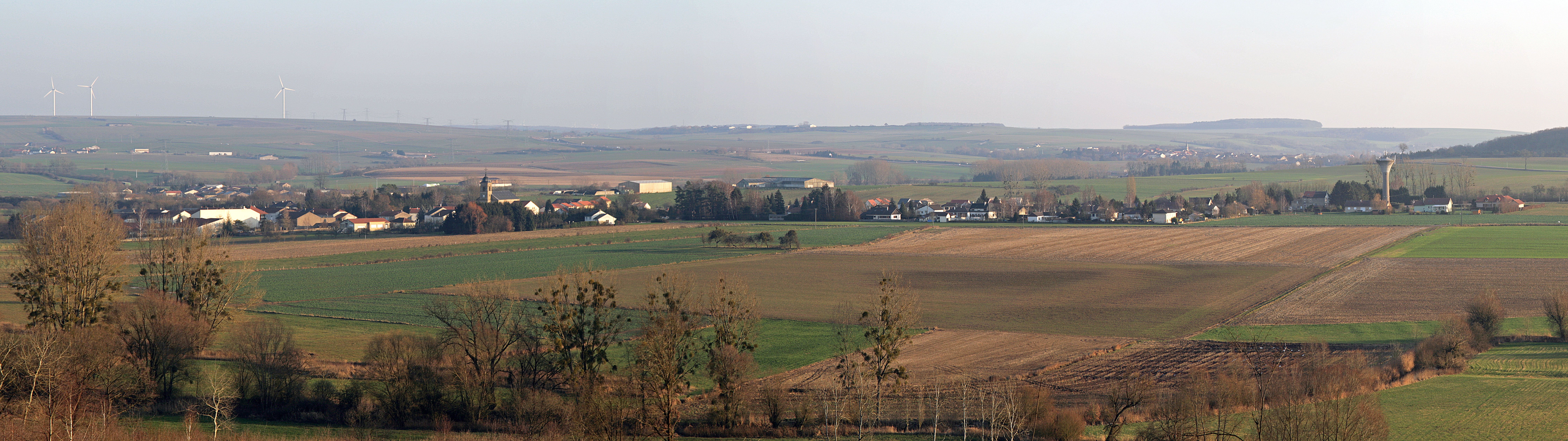
Панорама Конде-Нортан со стороны леса Конде.

## Географическое положение
Конде-Нортан расположен в 23 км к востоку от Меца. Соседние коммуны: Вольмеранж-ле-Булеи на северо-востоке, Эльстроф на востоке, Вариз и Банне на юго-востоке, Лез-Этанг и Глатиньи на западе, Аи на северо-западе.
Стоит у слияния двух рек Нье.

## История
- Коммуна бывшего герцогства Лотарингия.
- Современный Конде-Нортан включает 4 бывшие независимые коммуны. До начала XIX века существовали Конде, Нортан, Понтиньи и Лутреманж. В 1804 году были объединены Конде и Нортан. В 1810 году к ним был присоединён Понтиньи, а в 1979 году — Лутреманж.

## Геральдика

Герб Конде-Нортан (1950—1985)
Герб Конде-Нортан (после 1985 года)

Конде
Нортан
Понтиньи
Лутреманж

## Демография
По переписи 2008 года в коммуне проживало 593 человека.

## Достопримечательности
- Часовня Сен-Николя.

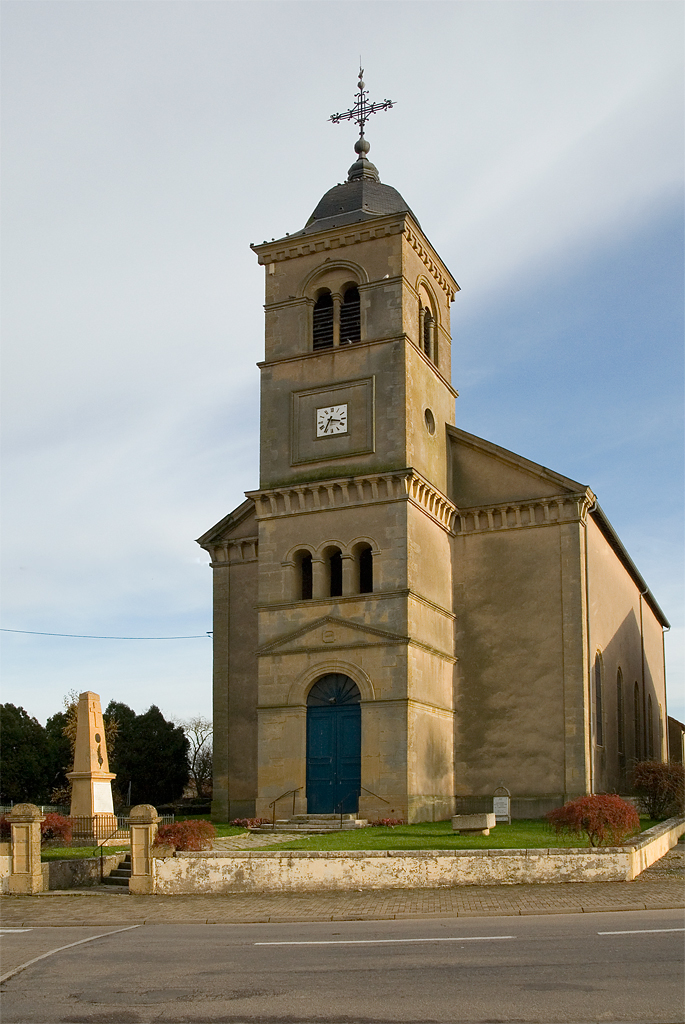
Церковь в Конде-Нортан.

- Церковь сооружена в 1846-1849 годах из местного жёлтого и известника.